# Giovan Francesco Loredan
Giovan Francesco Loredan est un poète et littérateur italien, né le 28 février 1606 à Venise, mort le 13 août 1661 à Peschiera del Garda.

## Biographie
Giovan Francesco Loredan naquit à Venise le 28 février 1606, d’une famille patricienne. Il avait reçu de la nature des dispositions assez remarquables, et ses parents les cultivèrent avec beaucoup de soin. Il apprit d’abord le latin et l’italien, se rendit familiers les meilleurs auteurs qui ont écrit dans ces deux langues, et s’appliqua ensuite à l’étude des sciences dont la connaissance est nécessaire à un homme d’Etat. Ses talents lui méritèrent une dispense d’âge pour siéger dans le Sénat ; et il fut nommé, quelques années après, trésorier au château de Palmanova, dignité qu’on regardait alors comme fort importante parce que celui qui en était revêtu remplaçait le gouverneur en cas d’absence : cette dignité, avant Loredan, n’avait jamais été accordée qu’à des hommes blanchis dans les affaires. Il remplit cette place de manière à se concilier de plus en plus l’estime de la République, qui lui donna plusieurs marques de satisfaction. Rentré au Sénat, il partagea son temps entre les devoirs de sa place et la culture des lettres, qu’il aimait avec passion. Il fut ensuite nommé provéditeur de Peschiera, et y mourut le 13 août 1661. Loredan est le fondateur de l’Accademia degli incogniti, dont les membres se réunirent (d’abord en 1630) dans son palais. On trouve quelques détails sur cette société et sur les beaux esprits qui la composaient dans le Glorie degli incogniti, Venise, 1647 ; ouvrage écrit d’un style ampoulé, et qu’on attribue à Loredan lui-même. Il comptait au nombre de ses amis les plus beaux esprits de l’Italie, et il entretenait avec eux une correspondance suivie. Girolamo Ghilini lui a dédié son Teatro d’uomini letterati, ouvrage dans lequel il lui a consacré un article plein de louanges exagérées.

## Œuvres
- Gli scherzi geniali, Venise, 1643, in-8°. Cette édition est la quinzième, et Ghilini nous apprend que l’ouvrage a été traduit en espagnol, en français par Jean Lavernhe, et en grec et en latin par Carlo Emanuele Vizzani. C’est un recueil de concetti, genre fort à la mode dans le 17e siècle.
- Vita del cavalier Marino, Venise, Giacomo Sarzina, 1633 (lire en ligne).
- Il Cimiterio cioè epitaffi giocosi, Venise, 1654, in-12°. C’est un recueil de quatre cents épitaphes parmi lesquelles il s’en trouve quelques-unes d’assez bonnes. Pietro Michel ou Michiele, que Ghilini nomme le phénix des beaux esprits de son siècle, ajouta la quatrième centurie à cet ouvrage, qui a été traduit en latin, en espagnol et en français.
- Morte e rebellioni del Valestain (Wallenstein). Loredan publia cet ouvrage sous le nom de Gneo Falcidio Donaloro, anagramme du sien.
- Dianea, libri quattro. C’est un recueil de nouvelles galantes, souvent réimprimé ; il a été traduit en latin par Michel Benuccio, en français sous le titre de la Dianée, par Jean Lavernhe, Paris, 1642, 2 vol. in-8°, et en anglais par Aston Cockayne, Londres, 1654, in-8°. Loredan en promettait une suite intitulée Erisandra ; on ignore si elle a paru.
- Sei dubbj amorosi, Venise 1647, 1649, in-12.
- Novelle amorose, ibid., 1656, 1692, in-12.
- L’Iliade giocosa, Venise, 1654, in-12 ; c’est une imitation burlesque du chef-d’œuvre d’Homère.
- Vita di Alessandro III, pontifice romano, Venise, 1627, in-8°.
- Vita di Adamo, Venise, 1640, in-12 ; traduite en français, avec quelques changements, sur la 8e édition italienne (par le chevalier de Mailly), Paris, 1695, in-12. Cet ouvrage est écrit d’un style assez agréable.
- Bizzarie accademiche, Crémone, 1640, in-12 ; Venise, 1642, 1643, même format. C’est un recueil de discours sur des sujets singuliers, lus par l’auteur dans l’académie qu’il avait fondée.
- Istoria de’ re Lusignani, Cologne, 1647, in-4°. Il publia cette histoire sous le nom de Henri Giblet, chevalier cypriote ; elle a été traduite en français, Paris, 1732, 2 vol. in-12.
- Vita di S. Giovanni vescovo Traguriense, Venise, 1667, in-12.
- Lettere, Venise, 1665, in-12, 5e édit. ; Genève, 1669, 2 tomes in-12. Jean Veneroni en a traduit un choix en français, Bruxelles, 1708, in-12. Les principaux ouvrages de Loredan ont été recueillis à Venise, en 1653, 6 vol. in-12 ; et sa Vie a été donnée par Antonio Lupis, Venise, 1663.